# Jānis Frīdrihs Baumanis
Jānis Frīdrihs Baumanis (né le 23 mai 1834 à Riga – mort le 19 mars 1891 à Riga) est un architecte professionnel Germano-Balte.

## Galerie

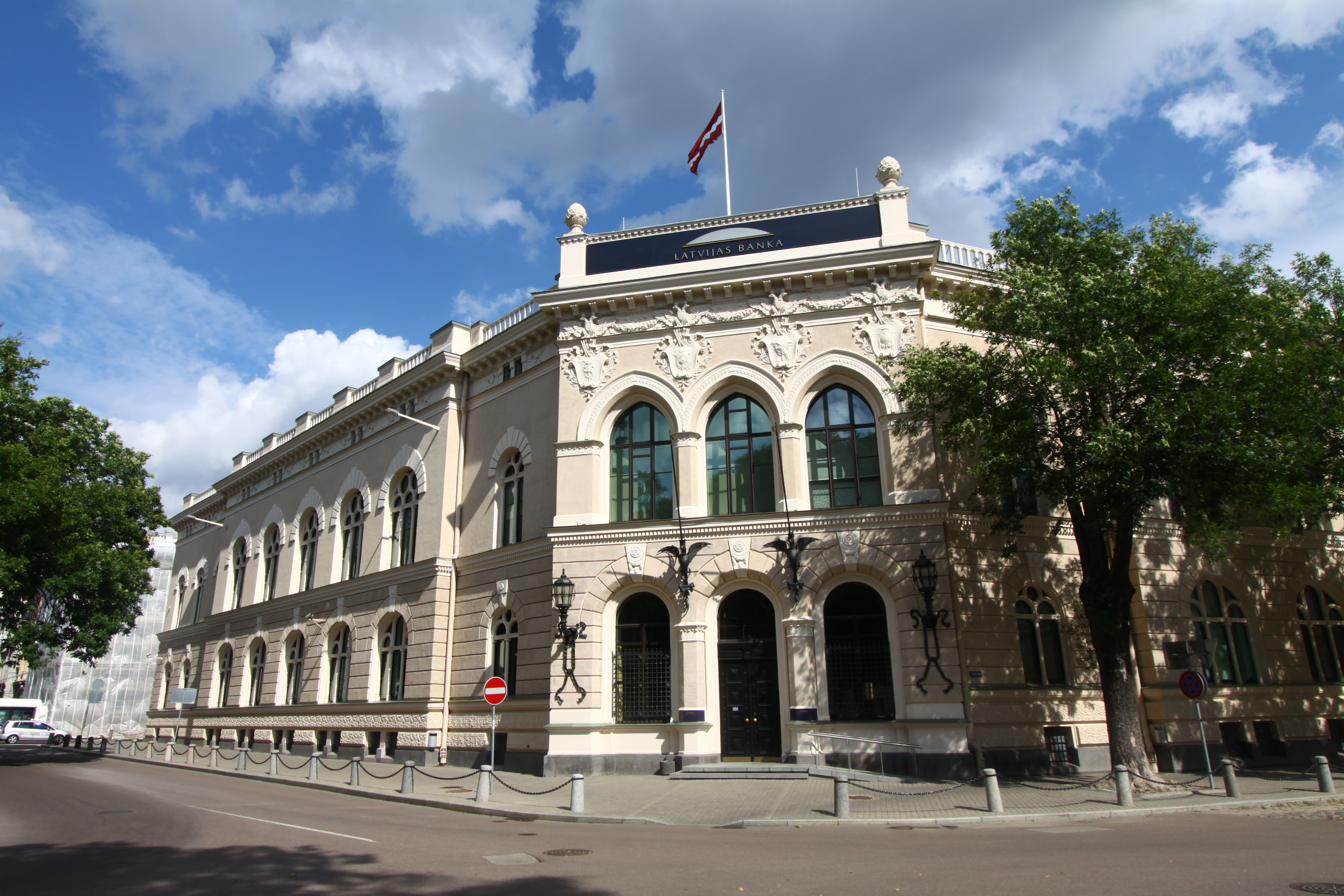
Banque de Lettonie
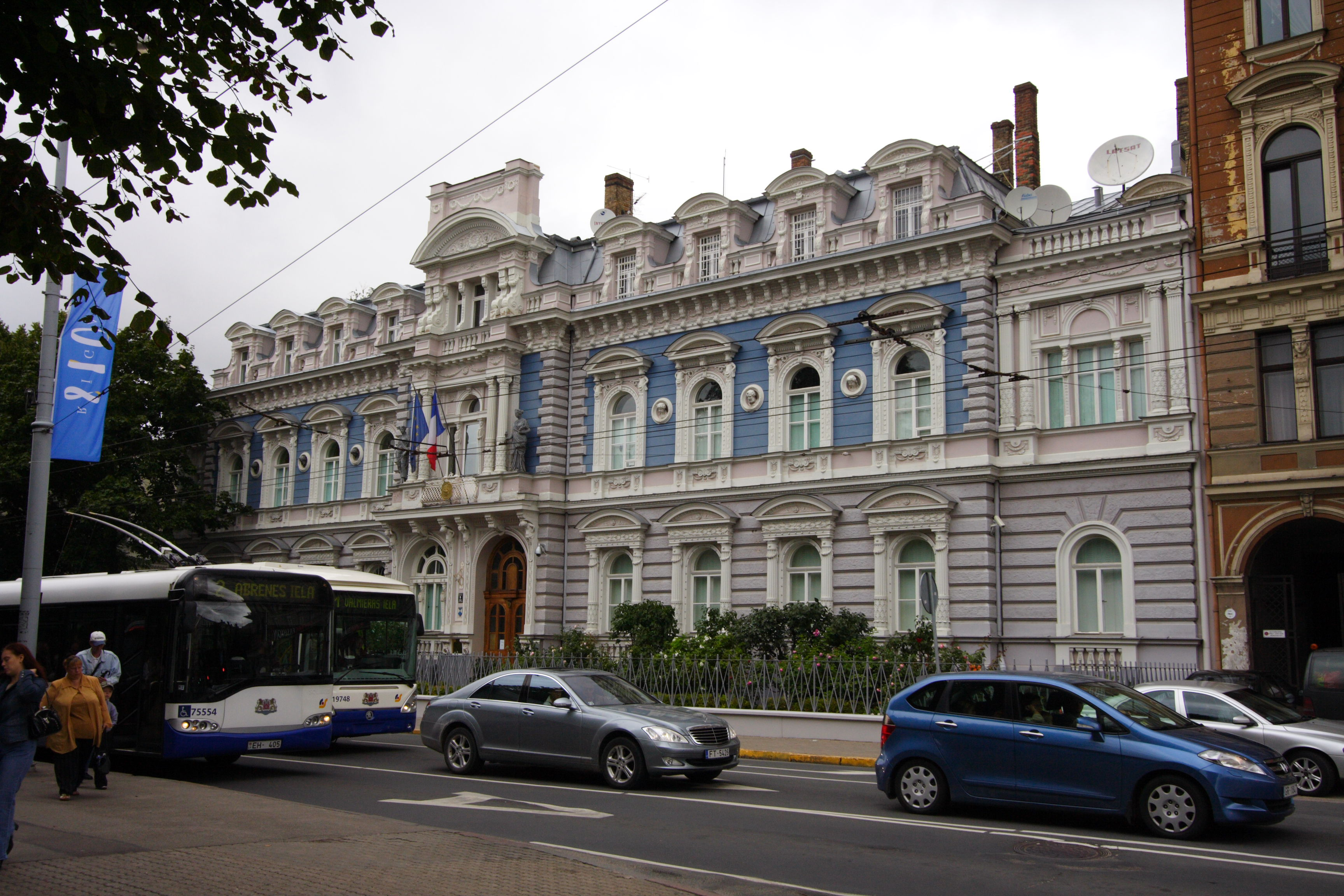
Ambassade de France
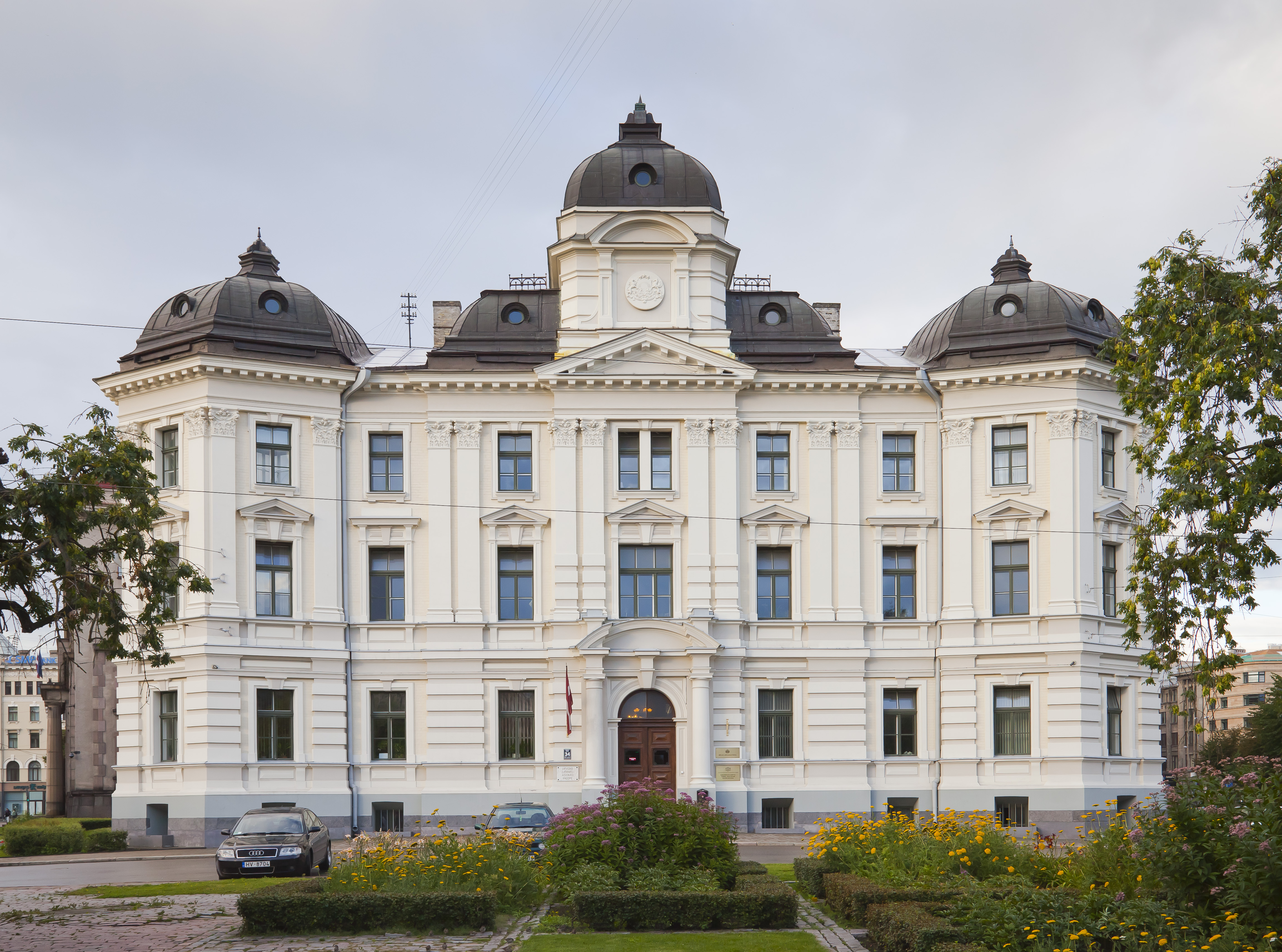
Cour régionale de Riga
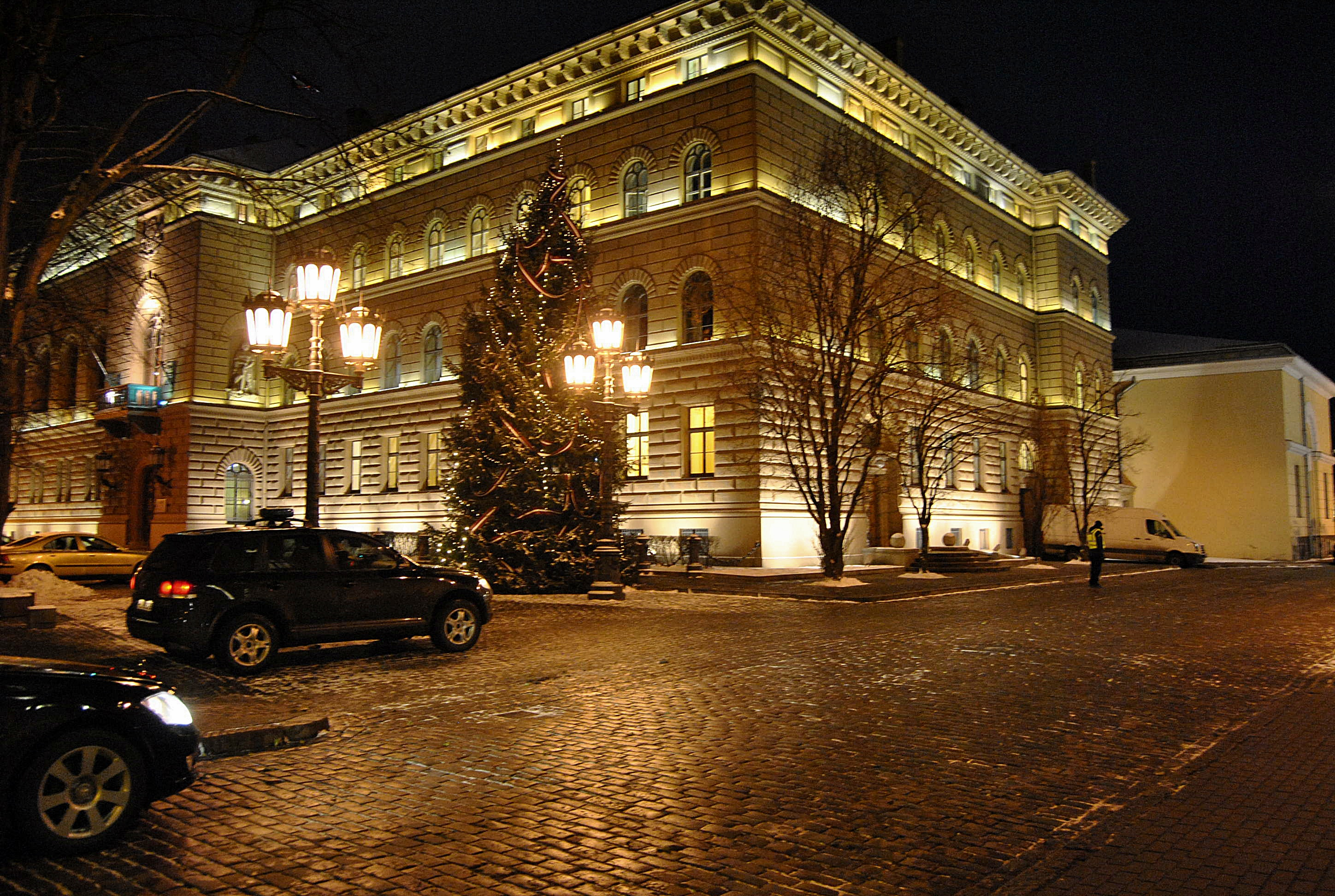
La Maison de la corporation des Nobles de Livonie

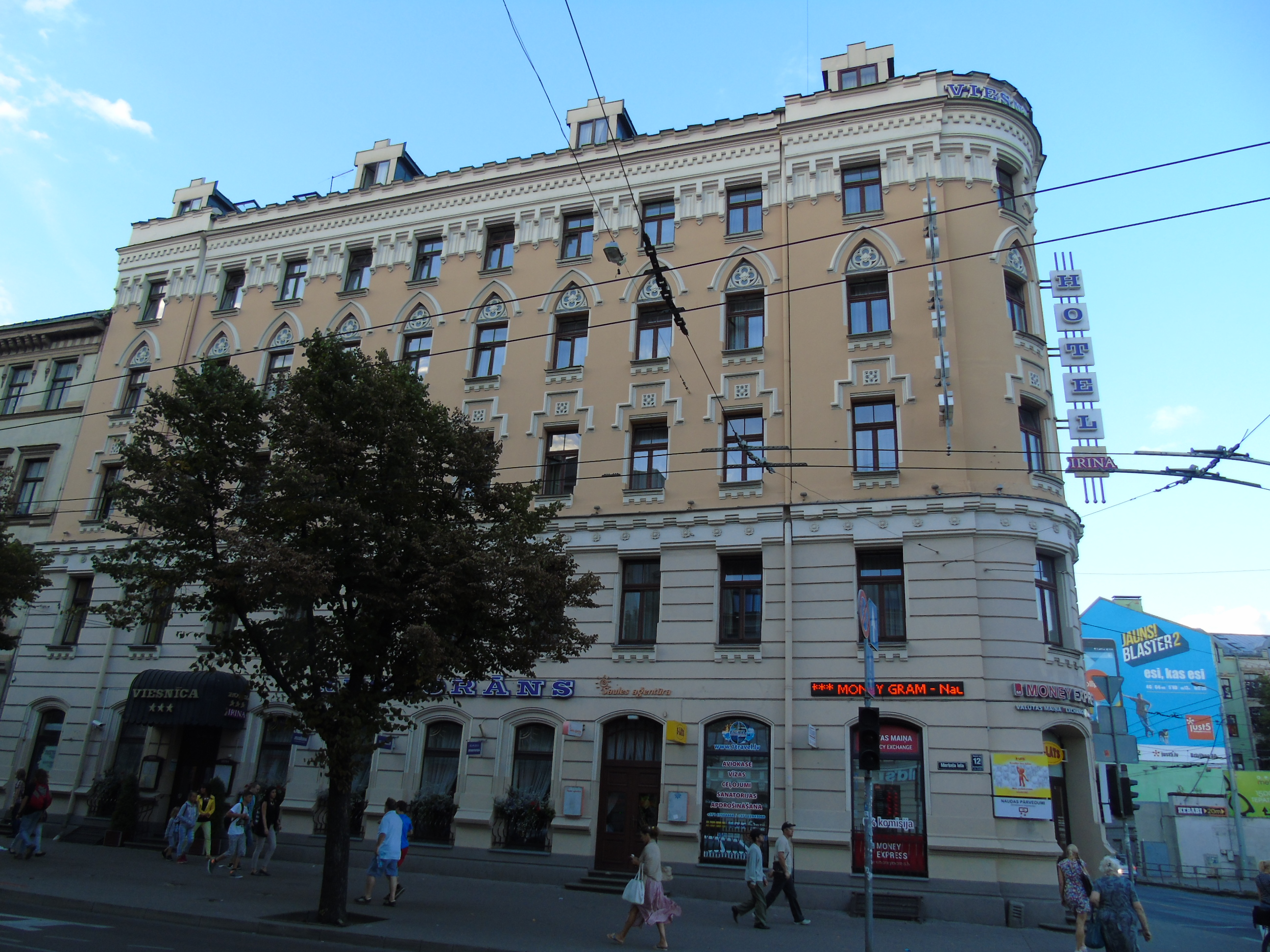
12, rue Merķeļa à Riga (1881)
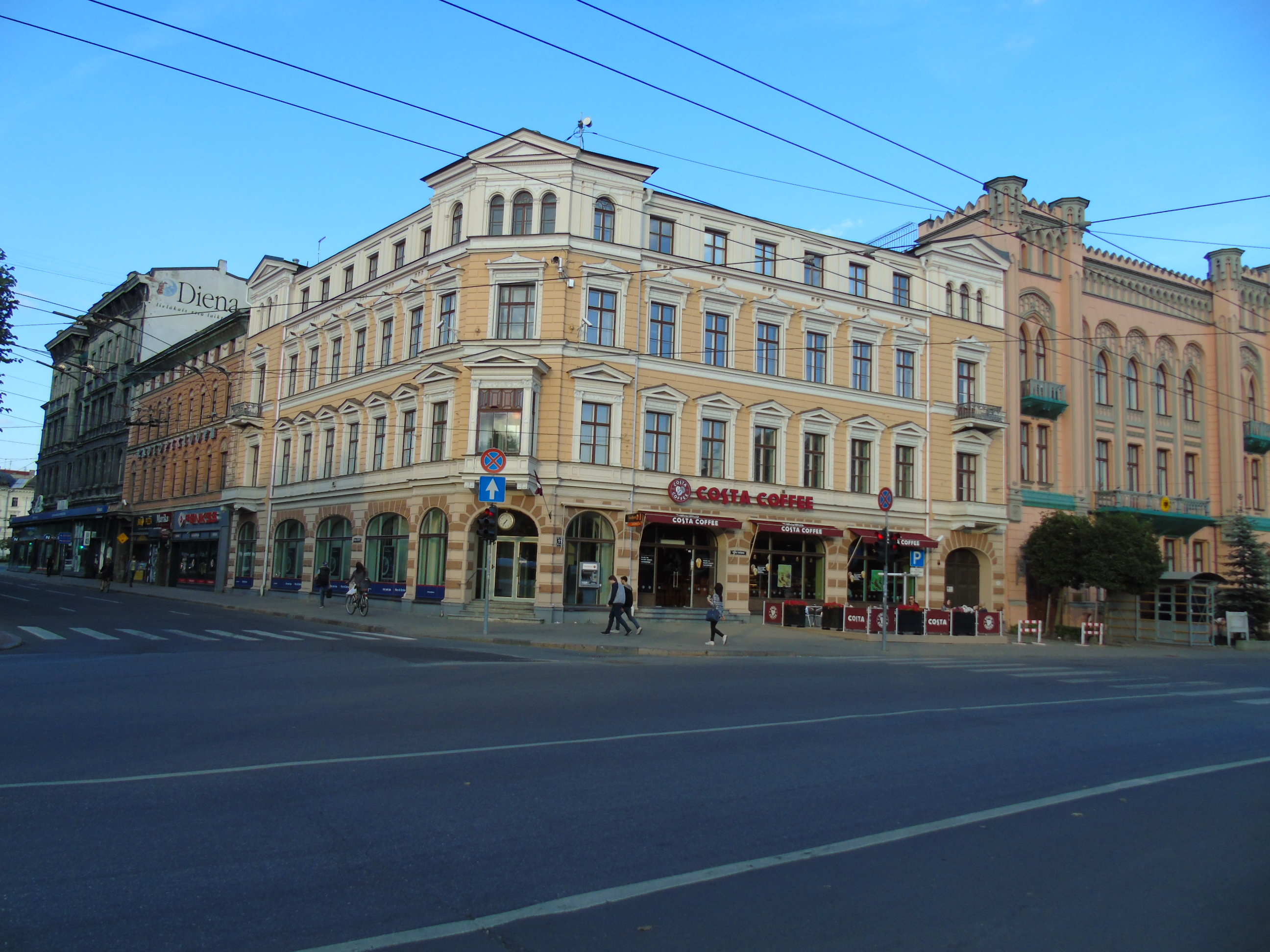
11, Boulevard Raiņa à Riga. (1867)
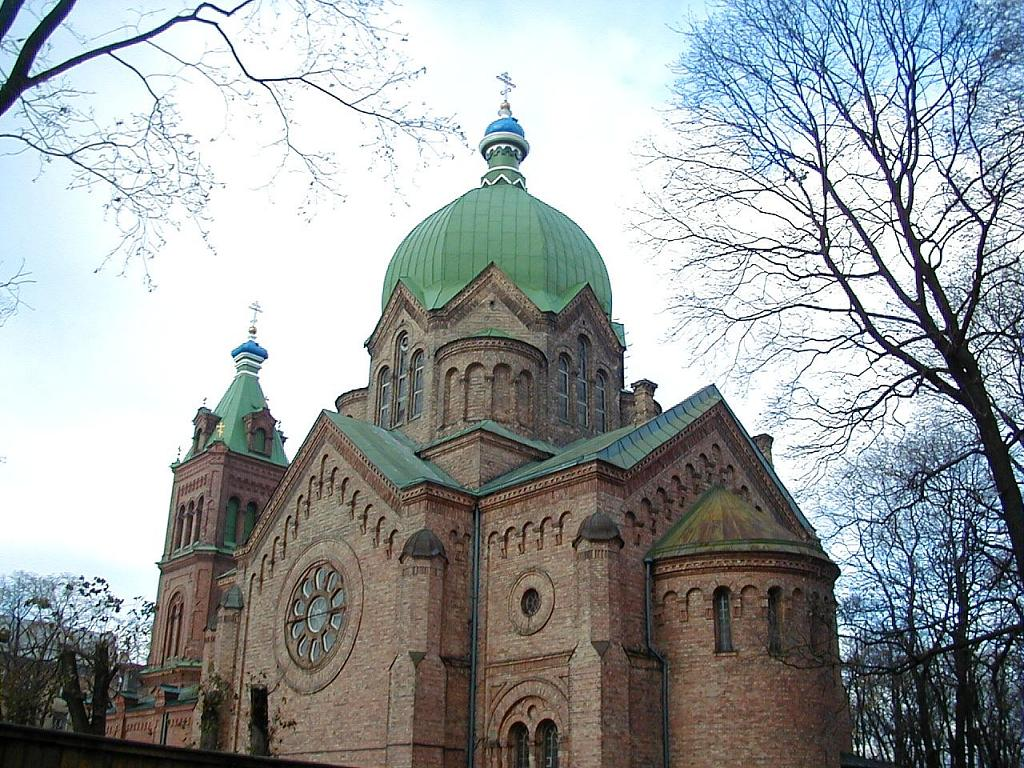
Église de Tous-les-Saints à Riga
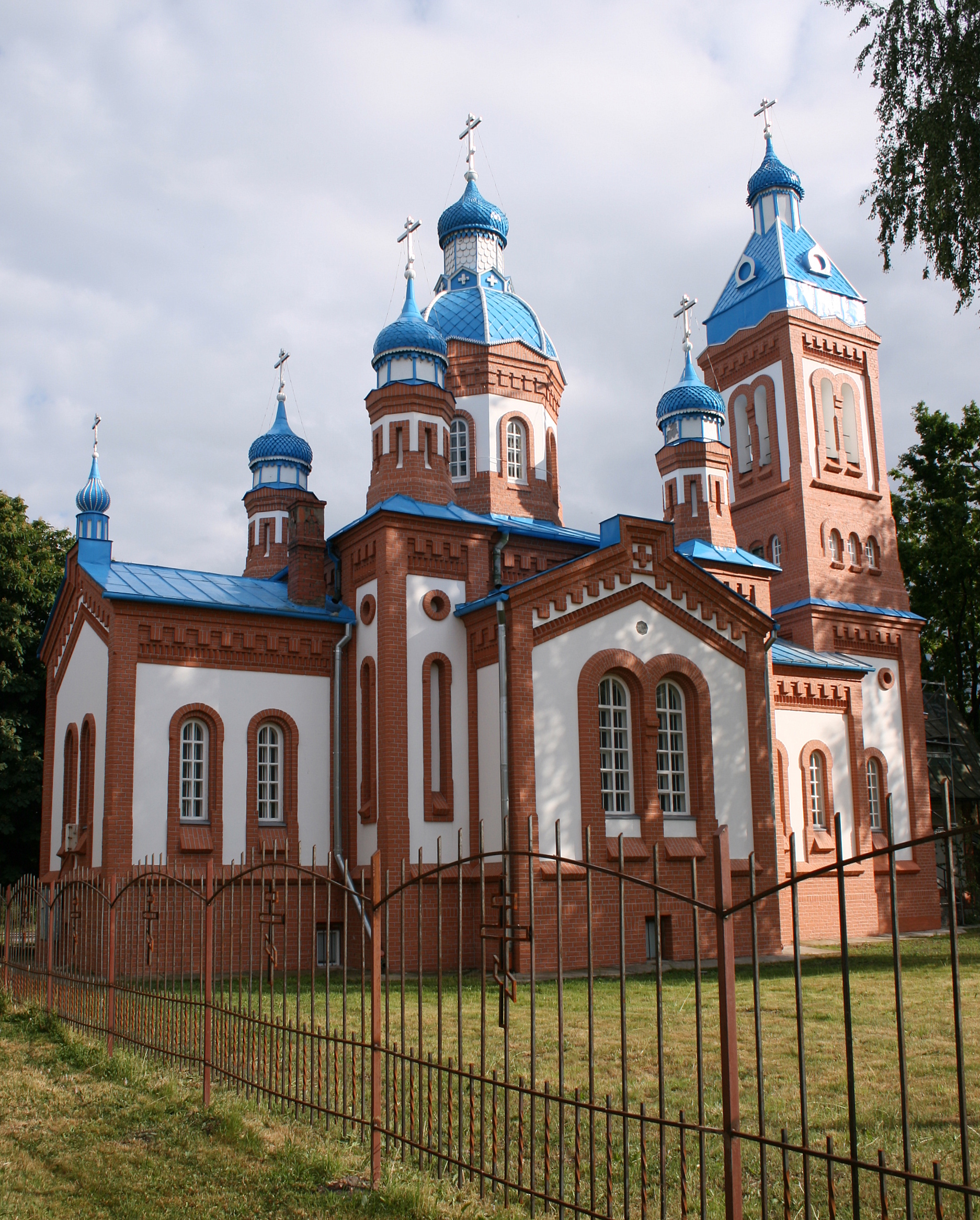
Église Saint-Georges à Bauska.